# Jeremy Monga
Jeremy Monga (10 juli 2009) is een Engels voetballer die bij voorkeur als vleugelspeler speelt. Hij speelt bij Leicester City.

## Clubcarrière
Op 7 april 2025 debuteerde Monga in de Premier League tegen Newcastle United. Hij viel na 74 minuten in voor Bilal El Khannouss en werd zo de op één na jongste debutant in de Premier League na Ethan Nwaneri.